# Ala Rachmanowa
Ala Rachmanowa, właściwie Alja von Hoyer, pierwotnie Galina Nikołajewna Diuriagina (ros. Галина Николаевна Дюрягина, ur. 27 czerwca 1898 w Kaslinskim zawodzie, zm. 11 lutego 1991 w Ettenhausen) – rosyjska pisarka, autorka pamiętników, które przetłumaczone zostały na język niemiecki przez jej męża i wydane po raz pierwszy w Austrii. 

## Biografia
Urodziła się w Kaslinskim zawodzie, niedaleko Jekaterynburga. Jej ojciec był lekarzem. Od 1916 r. studiowała psychologię i krytykę literacką na Uniwersytecie Państwowym w Permie. Naukę ukończyła w Irkucku podczas wojny domowej. W 1921 r., w Omsku, wyszła za mąż za byłego austriackiego jeńca wojennego, Arnulfa von Hoyera. Od 1922 r. mieszkali w Permie i pracowali na tamtejszym uniwersytecie. W 1925 r. małżeństwo musiało opuścić Rosję wraz ze swoim trzyletnim synem Jurką z powodów politycznych. Najpierw osiedlili się w Wiedniu. Alja nie znała j. niemieckiego, a jej dyplom z Rosji nie był uznawany w Austrii. Aby utrzymać rodzinę pracowała jako mleczarka. W 1927 r. przenieśli się do Salzburga, gdzie jej mąż otrzymał posadę nauczyciela. Po aneksji Austrii przez Niemcy została usunięta z list organizacji Reichsschrifttumskammer, a jej książki zostały zakazane przez reżim nazistowski. W kwietniu 1945 r. zginął od rosyjskich kul jej syn. W 1948 r. wyjechała z mężem do Szwajcarii. Początkowo przebywali w obozie dla uchodźców, a od 1949 r. mieszkali w Ettenhausen w kantonie Turgowia. Przeżyła męża o 20 lat, zmarła 11 lutego 1991 r. w wieku 93 lat w Ettenhausen. Pochowana został z mężem na cmentarzu komunalnym w Salzburgu.    

Ala Rachmanowa, Ettenhausen, ok. 1965

Ala Rachmanowa, Ettenhausen, ok. 1965

## Twórczość literacka
W wieku czternastu lat zaczęła pisać pamiętniki. Początkowo spisywała swoje dzieciństwo, życie na Uralu i zamieszkujących tam Rosjan i Tatarów. Podczas pobytu w Austrii jej mąż zaczął tłumaczyć je z rękopisów na język niemiecki. Pamiętniki opisujące życie w Rosji w czasach komunizmu zostały przetłumaczone na wiele języków. Wydawała je jako Ala Rachmanowa, aby uchronić, pozostałą w Rosji, rodzinę przed prześladowaniami. W 1932 r. ukazał się pierwsza książka: Studenten, Liebe, Tscheka und Tod. Tagebuch einer russischen Studentin, która była częścią trylogii. Drugi tom, Ehen im roten Sturm, ukazał w 1932 r., trzeci, Milchfrau in Ottakring, w 1933r. Dużą popularność przeniosła jej szczególnie trzecia część, w której opisała pierwsze lata w Austrii, gdy pracowała jako mleczarka. Galina jest również autorką biografii, m.in.:  Soni Tołstoj, Sofji Kowalewskiej, Puszkina, Czechowa, Turgieniewa, Dostojewskiego.  W 1976 r. w Zurychu ukazało się pełne wydanie dzieł pisarki.   

## Wybrane dzieła
- Studenten, Liebe, Tscheka und Tod. Tagebuch einer russischen Studentin. 1931
- Ehen im roten Sturm, 1932
- Milchfrau in Ottakring, 1933
- Geheimnisse um Tataren und Götzen, 1933
- Fabryka nowych ludzi, ory. Die Fabrik des neuen Menschen, 1935
- Ssonja Tolstoj, Tragödie einer Liebe, 1938
- Wera Fedorowna, 1939
- Einer von vielen, 1947
- Das Leben eines großen Sünders (Dostojewski), 1947
- Sonja Kowalewski. Leben und Liebe einer gelehrten Frau, 1950
- Jurka erlebt Wien, 1951
- Die Liebe eines Lebens (Turgieniew), 1952
- Die falsche Zarin. Frauenfeld 1954
- Im Schatten des Zarenhofes (Puszki), 1957
- Ein kurzer Tag (Czechow), 1961
- Tiere begleiten mein Leben, 1963
- Die Verbannten, 1964
- Tschaikowski. Schicksal und Schaffen, 1972